# Dynama-Raubiczy
Dynama-Raubiczy (błr. Дынама-Раўбічы, ros. Динамо-Раубичи – Dinamo-Raubiczi) – białoruski klub hokeja na lodzie z siedzibą w Raubiczach.

## Historia
W sezonie 2014/2015 drużyna brała udział w juniorskich rosyjskich rozgrywkach MHL-B (druga klasa rozgrywkowa). W 2015 drużyna została przyjęta do rosyjskich rozgrywek juniorskich MHL i tym samym zastąpiła ekipę Dynama-Szynnik Bobrujsk, stanowiącą dotychczasowe zaplecze dla seniorskiego klubu Dynama Mińsk, uczestniczącego w rosyjskich rozgrywkach KHL (jednocześnie została jedyną drużyną białoruską w MHL). Ekipa grała w sezonie MHL (2015/2016), a po jego zakończeniu została wycofana z rozgrywek.
Równolegle drużyna występowała w rozgrywkach białoruskiej wyższej ligi.

## Sukcesy
- Srebrny medal wyższej ligi: 2016

## Zawodnicy
W zespole występował m.in. Jahor Szaranhowicz.